# Exocarpos gaudichaudii
Exocarpos gaudichaudii (tiếng Anh thường gọi là Gaudichaud's Exocarpus hoặc Hulumoa) là một loài thực vật thuộc họ Santalaceae. Đây là loài đặc hữu của Hawaii. Chúng hiện đang bị đe dọa vì mất môi trường sống.

## Hình ảnh

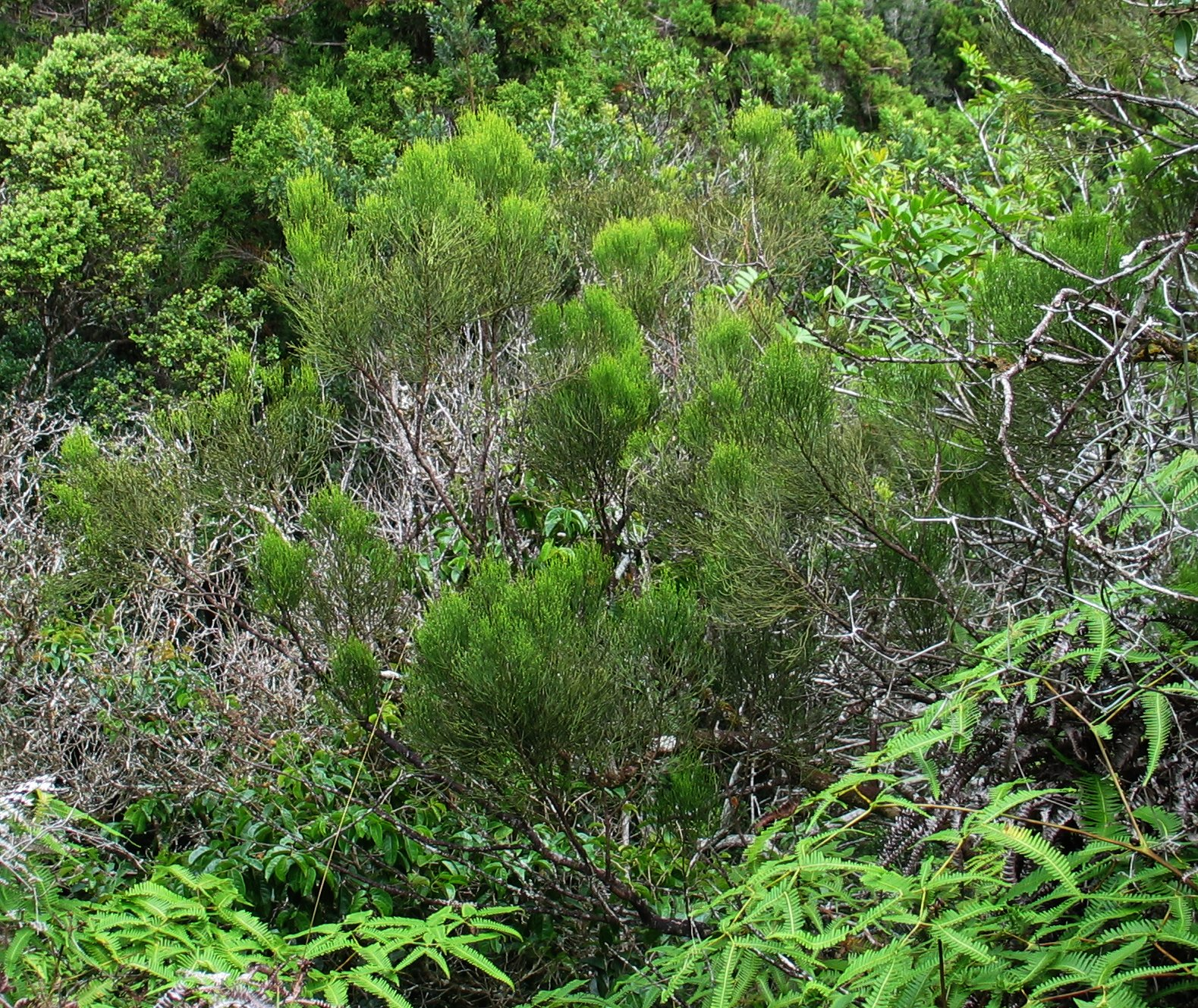